# Fundy-St. Martins
Fundy-St. Martins est un village du Nouveau-Brunswick, situé dans le territoire de la commission de services régionaux Fundy, au sud de la province. La municipalité a été constituée le 1er janvier 2023, par la fusion du village de Saint-Martins au district de services locaux (DSL) de Fairfield, ainsi que des portions des DSL de la paroisse de Saint-Martins et de la paroisse de Simonds.